# إسراء عبد الفتاح (ناشطة سياسية)
إسراء عبد الفتاح ناشطة سياسية مصرية وعضو في حزب الغد. ولدت في مدينة بنها بالقليوبية عام 1978. شاركت العديد من الشباب المصري في الدعوة لإضراب 6 أبريل 2008 في مصر ضد «الغلاء والفساد»، على موقع فيس بوك. كانت من المعارضين لنظام حسني مبارك ومن رموز إضراب 6 ابريل 2008. بعد ثورة يناير 2011، عارضت جماعة الإخوان المسلمين وأيدت الإنقلاب العسكري على الرئيس محمد مرسي في 2013 وكانت تدعو للنزول والتظاهر إبان الثورة.
انقطعت أخبارها بعد الإنقلاب، لكنها عادت إلى الواجهة بعد اعتقالها من قبل الأمن المصري في أكتوبر 2019 بتهمة نشر أخبار كاذبة.

## مسيرة المعارضة والاعتقال

### خلال حكم الرئيس حسني مبارك
كانت إسراء عبد الفتاح من بين أوجه المعارضة البارزة لنظام الرئيس حسني مبارك، فهي من مؤسسي «حركة شباب 6 إبريل» المعارضة التي دعت إلى الإضراب العام في إبريل/نيسان عام 2008 احتجاجا على «الغلاء والفساد»، حيث جرى اعتقالها أكثر من مرة بعد ذلك في حوادث مختلفة.
تم إلقاء القبض عليها يوم 6 أبريل واقتيدت إلى قسم قصر النيل للتحقيق ووجهت لها السلطات المصرية تهمة التحريض على الشغب. وظلت محتجزة حتى تم الإفراج عنها في 14 أبريل 2008. ولكن وزير الداخلية المصري أمر باعتقالها مرة أخرى بدون أسباب وأفرج عنها للمرة الثانية في 23 أبريل 2008
اعتقلتها قوات الأمن المصرية في 15 يناير 2010 عندما كانت تؤدي واجب العزاء لضحايا مذبحة نجع حمادي.

### خلال حكم المجلس العسكري
في تصريحات صحفية في نوفمبر 2011 ذكرت إسراء عبد الفتاح إنه يجب تحميل المسئولية الكاملة للمجلس العسكري فيما سقط من قتلى في ميدان بالتحرير خلال الأيام الماضية، موضحة أنه الحاكم الفعلي للبلاد منذ 11 فبراير، لذلك فهو المسؤول عن قتل أي متظاهر داخل الميدان، كما طالبت المجلس بالاعتذار الكامل للشعب المصري.

### خلال حكم الرئيس محمد مرسي
بعد الثورة، كانت إسراء من بين المعارضين لسياسات الرئيس محمد مرسي وجماعة الإخوان المسلمين، فأيدت الإنقلاب العسكري في 3 يوليو 2013. كما صرحت آنذاك: «كنتُ مُشارِكةً في التظاهرات أمام قصر الاتحادية حين أُعلِن البيان. كنتُ سعيدةً جداً بعزل مرسي، واحتفلتُ طوال الليل في الشارع مع بعض الأصدقاء. كنتُ مرتاحة إزاء قرار عزل مرسي، لكنَّني لم أدعم قرار تعيين منصور لتولي حكم البلاد».

### خلال حكم الرئيس عبد الفتاح السيسي
بعد مظاهرات سبتمبر 2019، قاد نظام عبد الفتاح السيسي حملة اعتقالات ضد ناشطين سياسيين. وعلى الرغم من أنها لم تدعو للتظاهر، قامت قوات الأمن المصرية باعتقال الناشطة إسراء عبد الفتاح في أكتوبر 2019 في اتهامات لها بـالانضمام إلى جماعة محظورة، ونشر أخبار كاذبة وإساءة استخدام مواقع التواصل الاجتماعي.
اتهمها الإعلام المصري «الموالي للنظام الحالي»، بالسير على نهج جماعة الإخوان والدعوة للفوضى.
أخلت السلطات المصرية سبيل الناشطة إسراء عبد الفتاح في 17 يوليو 2021 بعد حوالي سنتين من حبسها.

## ردود الفعل
قادت منظمات حقوقية وأحزاب وبرلمانيون مصريون حملة للإفراج عنها، ونشرت والدتها إعلانين في جريدة المصري اليوم المستقلة ليومين على التوالي تطالب الرئيس حسني مبارك بالتدخل لدى الجهات الأمنية.
وقال المرشد العام للإخوان المسملين محمد مهدي عاكف: أن هذا الفعل يؤكد أن النظام الحاكم يتعامل بشكل قمعي مع كل معارضيه ويدخل في خصومة مع كل شرائح الشعب المصري
قالت منظمة العفو الدولية في أكتوبر 2019، إن اختطاف المدافعة عن حقوق الإنسان والصحفية إسراء عبد الفتاح، واحتجازها تعسفياً وتعذيبها، مؤشر آخر على أن السلطات المصرية تصعد من الأعمال الوحشية ضد المدافعين عن حقوق الإنسان في محاولة منها «لترويع» المنتقدين والمعارضين لسياسات الرئيس عبد الفتاح السيسي.

## تمويل أمريكي
أظهرت سجلات من منظمة مقربة من الحكومة الأمريكية ومقرها واشنطن بالإضافة إلى الصندوق الوطني للديمقراطية أنه تم تزويد تنظيم إسراء عبد الفتاح ب 75,000$ وذلك ضمن برنامج أمريكي لتعزيز الديمقراطية، وهو البرنامج الذي وجهت له أصابع الإتهام بضخ أموال إلى منظمات غير حكومية مصرية يديرها سياسيون وناشطون مصريون يعارضون الرئيس المصري محمد مرسي.